# 印度尼西亞國家災害管理局
國家災害管理局（简称BNPB），是印度尼西亚負責應對自然灾害處理機構，成立于2008年，以取代先前於1979年成立的的国家灾害管理协调委员会（Badan Koordinasi Nasional Penanggulangan Bencana，簡稱Bakornas PB）。
BNPB直接對印度尼西亚总统负责，主席由总统直接任命。該機構的前身歷史可以追溯到1945年8月20日幫助印度尼西亚独立革命期間受害者的機構战争受害者家属援助机构（ Badan Penolong Keluarga Korban Perang ；缩写为BPKKP ）以及1966年成立的中央自然灾害管理咨询委员会（ Badan Pertimbangan Penanggulangan Bencana Alam Pusat ，缩写为BP2BA）以及1967年成立的国家灾害管理协调小组（ Tim Koordinasi Nasional Penanggulangan Bencana Alam ；缩写为TKP2BA ）。